# Alwin Karl Haagner
Alwin Karl Haagner (Hankey in Zuid-Afrika, 1 juni 1880 – Pietermaritzburg, 15 september 1962) was een Zuid-Afrikaanse dierkundige. Hij behoorde tot de medeoprichters van het Nationaal park Kruger.

## Biografie
Eerst werkte Alwin bij zijn vader op de afdeling boekhouding van De Zuid Afrikaansche Fabrieken voor Ontplofbare Stoffen in Modderfontein. Daarvoor kreeg hij thuis onderwijs. Verder ontwikkelde hij toen al interesse in Natuurlijke historie. Op 19-jarige leeftijd publiceerde hij een artikeltje over een varaan. Op 8 april 1904 behoorde hij tot de oprichters van de South African Ornithologists' Union. In 1906 begon hij aan een baan aan het Transvaal Museum, waar hij eerst grassoorten verzamelde, maar in 1908 de assistent van de conservator van de afdeling vogels werd. Hij publiceerde diverse artikelen over vogels en werkte mee aan de eerste checklist van de vogels van Zuid-Afrika. In 1911 verliet hij het museum en werd toezichthouder op de dierentuin in Pretoria die toen nog direct verbonden was aan het museum. In 1913 werd de dierentuin onafhankelijk van het museum en werd hij de eerste directeur. In die periode werd hij een actief pleitbezorger voor de instelling van nationale parken om dieren in het wild te beschermen.  
In 1920 reisde hij door de Verenigde Staten en gaf daar hoorcolleges. In 1922 ontving hij een eredoctoraat aan de Universiteit van Pittsburgh. In 1926 was hij betrokken bij de oprichting van het Nationaal park Kruger en speelde een belangrijke rol bij het ontwerpen van wettelijke regelingen over het beheer van het park.
Tijdens zijn directie over de dierentuin ontstond een levendige handel in Afrikaanse wilde dieren naar Europa en de Verenigde Staten. In 1926 kwam een speciale commissie tot de conclusie dat Haagner hiermee persoonlijke gewin nastreefde en moest hij zijn positie opgeven. Daarna werkte hij in Mozambique op een boerderij bij Beira en zette zijn werk aan vogels voort. In de jaren 1940 keerde hij terug naar Zuid-Afrika en werkte als een accountant en vestigde zich in Pietermaritzburg.

## Nalatenschap
Hij schreef minstens 15 boeken en nog meer artikelen in wetenschappelijke tijdschriften. Enkele van zijn boeken:
- "Sketches of South African Bird-Life" (met  R.H. Ivy, uitgever: London, R.H. Porter 1908)
- "A Checklist of the Birds of South Africa" (met  J. W. B. Gunning, uitgever: Govt. Print. and Stationery Office, 1910)
- "The vanishing game of South Africa: A warning and an appeal" (met W. T. Hornaday, 1922)
- "The conservation of wild life in South Africa : a discussion of the salient features, including the economic point of view" (Uitgever:  Department of Mines and Industries, Pretoria, 1925).

Hij beschreef een nieuw geslacht (Sheppardia), een nieuwe soort en twee nieuwe ondersoorten vogels.
- International Standard Name Identifier: 0000 0003 5670 0279
- Library of Congress Control Number: no2011158748
- Nederlandse Thesaurus van Auteursnamen: 162086148
- SNAC: w6m48kfp
- Virtual International Authority File: 187023952
- WorldCat: E39PBJtRMR3JW3gCyvb4cDJkXd